# Carex serpenticola
Carex serpenticola là một loài thực vật có hoa trong họ Cói. Loài này được Zika publ. 1999 mô tả khoa học đầu tiên năm 1998.